# Scandy Randy
"Scandy Randy" é uma canção do grupo alemão de dance-pop Sqeezer, que foi lançado em 1995 como single de estreia do grupo e de seu álbum, Drop Your Pants (1996). A canção obteve um desempenho aceitável, tendo alcançado a posição de número 39 na Alemanha, embora a mesma não conseguiu uma distribuição generalizada ou airplay fora dessa região, ao contrário dos singles subsequentes de Drop Your Pants. A modelo feminina para o videoclipe foi a dançarina e apresentadora Yvonne Spath, mas a verdadeira cantora de estúdio era Alexandra Prince.

## Lista de Faixas
CD-Maxi
1. "Scandy Randy" (Radio/Video Version) – 3:37
2. "Scandy Randy" (Dance Radio Version) – 3:53
3. "Scandy Randy" (McCoy Mix) – 4:55
4. "Scandy Randy" (Wicked Speed House Mix) – 5:06
5. "Scandy Randy" (Handyman Mix) – 5:07
6. "Scandy Randy" (Mobil House Mix) – 6:10

## Desempenho nas paradas musicais
| Parada musical (1995)           | Melhor posição |
| ------------------------------- | -------------- |
| Alemanha - (Offizielle Top 100) | 39             |